# EHF Champions League vrouwen 2020/21
De DELO EHF Champions League 2020/21 is de 61ste editie van de EHF Champions League. Sinds dit seizoen heeft het Europese Handbalfederatie (EHF) een nieuwe opzet gemaakt van de EHF Champions League. Vanaf dit seizoen doen er maar 16 teams mee aan de hoogste club competitie van Europa.

## Opzet
De competitie begint met een groepsfase met 16 teams verdeeld over twee groepen. De groepsfase wordt gespeeld met thuis- en uitwedstrijden. De beste twee teams van groep A en B kwalificeren zich voor de kwartfinales. De nummers drie tot en met zes plaatsen zich voor de play-offs.
De knock-outfase is verdeeld in vier rondes: de play-offs, kwartfinales en een final4 toernooi (halve finale en de finale). In de play-offs nemen acht teams het tegen elkaar op in een thuis- en uitwedstrijd. De vier winnaars van de play-offs gaan door naar de kwartfinales en voegen zich bij de twee beste teams van groep A en B. De winnaars van de kwartfinale plaatsen zich voor het final4 toernooi.
In de final4 worden de halve finales en de finale gespeeld als losse wedstrijden op een vooraf geselecteerde gast locatie.

## Deelnemers

### Rechtstreekse kwalificatie
De eerste negen landen van de EHF-coëfficiëntenranglijst 2020/21 ontvangen een Champions League ticket. Bovendien krijgt Denemarken een extra plaats (Zie EC in onderstaande tabel) vanwege haar resultaten in de EHF Cup over de drie voorgaande jaren. De volgende teams zijn rechtstreeks gekwalificeerd voor de Champions League:
| Rang | Land       | Team                    | Rangschikking competitie                  |
| ---- | ---------- | ----------------------- | ----------------------------------------- |
| 1    | Hongarije  | Győri ETO KC            | Afgevaardigde van de Hongaarse competitie |
| 2    | Rusland    | Rostov-Don              | Russische kampioen                        |
| 3    | Roemenië   | SCM Râmnicu Vâlcea      | Afgevaardigde van de Roemeense competitie |
| 4    | Denemarken | Team Esbjerg            | Deens kampioen                            |
| 5    | Frankrijk  | Metz Handball           | Afgevaardigde van de Franse competitie    |
| 6    | Noorwegen  | Vipers Kristiansand     | Noors kampioen                            |
| 7    | Duitsland  | BV Borussia 09 Dortmund | Afgevaardigde van de Duitse competitie    |
| 9    | Montenegro | ŽRK Budućnost Podgorica | Montenegrijns kampioen                    |
| EC   | Denemarken | Odense Håndbold         | Vice-kampioen van Denemarken              |

Opmerking : De Macedonische kampioen schreef zich niet in.

### Wildcards
Naast de negen direct gekwalificeerde clubs had de Europese Handbalfederatie zeven wildcards te verdelen. De landen 1 tot en met 9 van de EHF-ranglijst mogen een tweede team inschrijven om mee te dingen voor een wilcard, met uitzondering van Denemarken, wiens tweede team reeds automatische gekwalificeerd was op basis van de resultaten uit de EHF Cup. Daarnaast mogen de landen die gerangschikt zijn van plaats 10 tot en met 30, hun kampioen inschrijven. Uiteindelijk heeft Europese Handbalfederatie de zeven clubs die een wildcard krijgen geselecteerd. In onderstaande tabel staan de club die een wildcard hebben aangevraagd; in de rechterkolom staat vermeld of deze is toegewezen.
| Rang | Land            | Team                     | Rangschikking competitie                            | Besluit                |
| ---- | --------------- | ------------------------ | --------------------------------------------------- | ---------------------- |
| 1    | Hongarije       | FTC-Rail Cargo Hungaria  | 2e afgevaardigde van de Hongaarse competitie        | Toegewezen             |
| 2    | Rusland         | CSKA Moskou              | 3e van de reguliere competitie van Rusland          | Toegewezen             |
| 3    | Roemenië        | CSM București            | 2e afgevaardigde van de Roemeense competitie        | Toegewezen             |
| 5    | Frankrijk       | Brest BH                 | 2e afgevaardigde van de France competitie           | Toegewezen             |
| 6    | Noorwegen       | Storhamar Håndball       | Vice-kampioen van Noorwegen                         | Afgewezen (2e reserve) |
| 7    | Duitsland       | SG BBM Bietigheim        | 2e afgevaardigde van de Duitse competitie           | Toegewezen             |
| 8    | Noord-Macedonië | ŽRK Kumanovo             | Afgevaardigde van de competitie van Noord-Macedonië | Afgewezen              |
| 10   | Zweden          | H 65 Höör                | Zweeds kampioen                                     | Afgewezen              |
| 11   | Slovenië        | RK Krim                  | Sloveens kampioen                                   | Toegewezen             |
| 12   | Kroatië         | ŽRK Podravka Koprivnica  | Kroatisch kampioen                                  | Toegewezen             |
| 13   | Turkije         | Kastamonu Belediyesi GSK | Turks kampioen                                      | Afgewezen              |
| 17   | Tsjechië        | DHK Banik Most           | Tsjechisch kampioen                                 | Afgewezen (1e reserve) |

### Loting
De loting voor de DELO EHF Champions League was op 1 juli 2020 plaats gevonden in Wenen, Oostenrijk.
| Pot 1             | Pot 2                   | Pot 3                   | Pot 4              |
| ----------------- | ----------------------- | ----------------------- | ------------------ |
| Győri Audi ETO KC | Budućnost               | CSKA Moskou             | RK Krim            |
| Rostov-Don        | Team Esbjerg            | FTC-Rail Cargo Hungaria | HC Podravka Vegeta |
| Metz Handball     | Vipers Kristiansand     | Brest Bretagne Handball | Odense Håndbold    |
| SCM Râmnicu Vâlce | BV Borussia 09 Dortmund | CSM București           | SG BBM Bietigheim  |

## Groepsfase

### Groep A
| Pos | Club                    | Gs | W | G | V | Pnt | Dv  | Dt  | Ds  | Opmerking   |
| --- | ----------------------- | -- | - | - | - | --- | --- | --- | --- | ----------- |
| 1.  | Rostov-Don              | 7  | 6 | 1 | 0 | 13  | 191 | 175 | +16 | Kwartfinale |
| 2.  | CSM București           | 8  | 5 | 1 | 2 | 11  | 212 | 198 | +14 | Kwartfinale |
| 3.  | Metz Handball           | 6  | 4 | 0 | 2 | 8   | 180 | 169 | +11 | Play-offs   |
| 4.  | FTC-Rail Cargo Hungaria | 7  | 4 | 0 | 3 | 8   | 185 | 183 | +2  | Play-offs   |
| 5.  | Vipers Kristiansand     | 4  | 3 | 1 | 0 | 7   | 117 | 107 | +10 | Play-offs   |
| 6.  | RK Krim                 | 8  | 1 | 2 | 5 | 4   | 200 | 220 | −20 | Play-offs   |
| 7.  | Team Esbjerg            | 8  | 1 | 2 | 5 | 4   | 200 | 220 | −20 |             |
| 8.  | SG BBM Bietigheim       | 8  | 1 | 2 | 5 | 4   | 200 | 220 | −20 |             |

### Groep B
| Pos | Club                    | Gs | W | G | V | Pnt | Dv  | Dt  | Ds  | Opmerking   |
| --- | ----------------------- | -- | - | - | - | --- | --- | --- | --- | ----------- |
| 1.  | Győri Audi ETO KC       | 8  | 6 | 2 | 0 | 14  | 271 | 214 | +57 | Kwartfinale |
| 2.  | Brest Bretagne Handball | 9  | 6 | 2 | 1 | 14  | 272 | 226 | +46 | Kwartfinale |
| 3.  | CSKA                    | 7  | 5 | 1 | 1 | 11  | 193 | 174 | +19 | Play-offs   |
| 4.  | Odense Håndbold         | 9  | 5 | 0 | 4 | 10  | 244 | 208 | +36 | Play-offs   |
| 5.  | Budućnost               | 7  | 2 | 1 | 4 | 5   | 177 | 194 | −17 | Play-offs   |
| 6.  | Borussia Dortmund       | 7  | 1 | 0 | 6 | 2   | 185 | 227 | −42 | Play-offs   |
| 7.  | HC Podravka Vegeta      | 6  | 1 | 0 | 5 | 2   | 153 | 218 | −65 |             |
| 8.  | SCM Râmnicu Vâlce       | 5  | 0 | 0 | 5 | 0   | 121 | 155 | −34 |             |

## Knock-outfase

### Play-offs
| No. | Team 1        | Tot. | Team 2        | 1 | 2 |
| --- | ------------- | ---- | ------------- | - | - |
| A   | Groep A no. 4 | -    | Groep B no. 5 | - | - |
| B   | Groep B no. 6 | -    | Groep A no. 3 | - | - |
| C   | Groep B no. 4 | -    | Groep A no. 5 | - | - |
| D   | Groep B no. 3 | -    | Groep A no. 6 | - | - |

### Kwartfinale
| No. | Team 1        | Tot. | Team 2    | 1 | 2 |
| --- | ------------- | ---- | --------- | - | - |
| A   | Groep B no. 2 | -    | Winnaar A | - | - |
| B   | Groep A no. 2 | -    | Winnaar B | - | - |
| C   | Groep A no. 1 | -    | Winnaar D | - | - |
| D   | Groep B no. 1 | -    | Winnaar C | - | - |

## DELO EHF Final4
De DELO EHF Final4 wordt op neutraal terrein gespeeld voor de vrouwen is dat de László Papp Budapest Sports Arena in Boedapest, Hongarije.

### Halve finale
| 29 mei 2021 | TBD | v | TBD | László Papp Budapest Sports Arena, Boedapest |
| 29 mei 2021 |     |   |     | László Papp Budapest Sports Arena, Boedapest |
| 29 mei 2021 |     |   |     | László Papp Budapest Sports Arena, Boedapest |

| 29 mei 2021 | TBD | v | TBD | László Papp Budapest Sports Arena, Boedapest |
| 29 mei 2021 |     |   |     | László Papp Budapest Sports Arena, Boedapest |
| 29 mei 2021 |     |   |     | László Papp Budapest Sports Arena, Boedapest |

### Wedstrijd om de derde plaats
| 30 mei 2021 | LSF1 | v | LSF2 | László Papp Budapest Sports Arena, Boedapest |
| 30 mei 2021 |      |   |      | László Papp Budapest Sports Arena, Boedapest |
| 30 mei 2021 |      |   |      | László Papp Budapest Sports Arena, Boedapest |

### Finale
| 30 mei 2021 | WSF1 | v | WSF2 | László Papp Budapest Sports Arena, Boedapest |
| 30 mei 2021 |      |   |      | László Papp Budapest Sports Arena, Boedapest |
| 30 mei 2021 |      |   |      | László Papp Budapest Sports Arena, Boedapest |

## Selecties
1.  Laura Glauser ·
2.  Béatrice Edwige ·
5. Laura Kürthi ·
7.  Kari Brattset Dale ·
8.  Anne Mette Hansen ·
12.  Amandine Leynaud ·
13. Anita Görbicz  ·
15.  Stine Bredal Oftedal ·
16.  Silje Solberg ·
18.  Eduarda Amorim Taleska ·
21.  Veronica Kristiansen ·
22. Viktória Lukács ·
23. Csenge Fodor ·
24.  Amanda Kurtović ·
27.  Estelle Nze Minko ·
48. Dorottya Faluvégi ·
57. Szidónia Puhalák ·
Coach: Gábor Danyi

Resultaten: 2e plaats Nemzeti Bajnokság I – Winnaar Magyar Kupa – 3e plaats EHF Champions League
1. Andrea Austmo Pedersen ·
2. Karoline Olsen ·
3. Emilie Hegh Arntzen ·
4. Tonje Haugjord Refsnes ·
6. Malin Aune ·
7.  Carolina Morais ·
8. Karine Emilie Dahlum ·
9. Nora Mørk ·
10. Vilde Kaurin Jonassen ·
11. Silje Waade ·
12.  Evelina Eriksson ·
15. Linn Jørum Sulland ·
16. Katrine Lunde ·
19. June Andenæs ·
20. Jeanett Kristiansen ·
21. Ragnhild Valle Dahl ·
22. Marta Tomac ·
24. Hanna Yttereng ·
25. Henny Reistad ·
27. Sunniva Næs Andersen ·
37.  Jana Knedlíková ·
55. Heidi Løke  ·
Coach: Ole Gustav Gjekstad

Resultaten: Kampioen Eliteserien – Winnaar Norgesmesterskapet – Winnaar EHF Champions League
2. Noémi Pásztor ·
6. Nadine Schatzl ·
8. Zita Szucsánszki ·
10. Klára Csiszár-Szekeres ·
13. Kinga Janurik ·
14. Anett Kisfaludy ·
16. Blanka Bíró ·
17.  Alicia Stolle ·
18. Anett Kovács ·
20.  Emily Bölk ·
21. Gréta Márton ·
26.  Angela Malestein ·
33. Nikolett Tóth ·
42. Katrin Klujber ·
45. Noémi Háfra ·
91. Anikó Kovacsics  ·
93.  Julia Behnke ·
Coach: Gábor Elek

Resultaten: Kampioen Nemzeti Bajnokság I – 3e plaats Magyar Kupa – 1/8 finale EHF Champions League
4.  Malene Aambakk ·
6. Freja Cohrt ·
8.  Lois Abbingh ·
9. Katja Johansen ·
10.  Jessica Quintino ·
11. Rikke Iversen ·
16. Althea Reinhardt ·
17.  Nycke Groot ·
18. Kamilla Larsen  ·
19. Sara Hald ·
20. Anne Cecilie de la Cour ·
21.  Ayaka Ikehara ·
32. Mie Højlund ·
33.  Tess Wester ·
39.  Angelica Wallén ·
68. Helena Elver ·
Coach: Ulrik Kirkely

Resultaten: Kampioen Damehåndboldligaen – Winnaar Santander Cup – 1/8 finale EHF Champions League
1. Rikke Poulsen ·
2. Stella Muir ·
3. Kaja Kamp ·
12.  Rikke Granlund ·
13.  Marit Malm Frafjord  ·
14.  Kristine Breistøl ·
18. Mette Tranborg ·
19. Line Jørgensen (zwanger) ·
20.  Marit Røsberg Jacobsen ·
23. Elma Halilcevic ·
24.  Sanna Solberg-Isaksen ·
25.  Nerea Pena ·
29. Annette Jensen ·
48.  Sonja Frey ·
51.  Vilde Ingstad ·
79.  Estavana Polman  ·
Coach: Jesper Jensen

Resultaten: 4e plaats Damehåndboldligaen – 1/8 finale Santander Cup – 1/8 finale EHF Champions League
1:  Rinka Duijndam ·
4: Alina Grijseels ·
6:  Clara Monti Danielsson ·
8:  Tessa van Zijl ·
10:  Inger Smits ·
11:  Tina Abdullah ·
14:  Delaila Amega  ·
18: Johanna Stockschläder ·
19:  Jennifer Gutiérrez Bermejo ·
20:  Merel Freriks ·
21:  Kelly Dulfer · 26: Isabell Roch · 30:  Yara ten Holte · 31:  Kelly Vollebregt · 43: Jennifer Rode · 66: Dana Bleckmann · 31:  Laura van der Heijden (vanaf 2020/12) · Coach: André Fuhr

Resultaten: Kampioen Bundesliga – 1/8 finale DHB-Pokal – 1/8 finale EHF Champions League
1:  Emily Stang Sando ·
3: Amelie Berger ·
5: Antje Lauenroth ·
10: Anna Loerper ·
13: Luisa Schulze ·
14:  Karolina Kudlacz-Gloc ·
15: Kim Naidzinavicius ·
19: Leonie Patorra ·
20: Nele Reimer ·
22: Xenia Smits ·
23:  Valentyna Salamakha · 24:  Danick Snelder (vanaf 2020/11) · 25:  Trine Østergaard Jensen · 27: Julia Maidhof · 28:  Stine Jørgensen · 34: Kim Braun · Coach: Markus Gaugisch

Resultaten: 2e plaats Bundesliga – Winnaar DHB-Pokal – 1/8 finale EHF Champions League

## Financiën

### Inschrijfgelden
In onderstaande tabel staan de inschrijfgelden per groepsfase:
| Fase        | Inschrijfgeld |
| ----------- | ------------- |
| Groepsfase  | € 3.750       |
| Play-offs   | € 3.750       |
| Kwartfinale | € 1.500       |
| EHF Final4  | € 4.500       |

### Vergoedingen
De volgende bedragen worden uitbetaald aan de deelnemende clubs:
| Fase         | Omschrijving                                         | Bedrag    |
| ------------ | ---------------------------------------------------- | --------- |
| Groepsfase   | Compensatie per uitwedstrijd                         | € 10.000  |
| Groepsfase   | Bonus per punt                                       | € 1.000   |
| Groepsfase   | Bonus voor 1e en 2e gerangschikte teams groep A en B | € 10.000  |
| Play-offs    | Compensatie per uitwedstrijd                         | € 10.000  |
| Play-offs    | Bonus per punt                                       | € 1.500   |
| Kwartfinales | Compensatie per uitwedstrijd                         | € 10.000  |
| Kwartfinales | Bonus per punt                                       | € 2.000   |
| EHF Final4   | Winnaar                                              | € 200.000 |
| EHF Final4   | 2e plaats                                            | € 150.000 |
| EHF Final4   | 3e plaats                                            | € 100.000 |
| EHF Final4   | 4e plaats                                            | € 50.000  |